# Slova obsahující kořen -fil-
Příklady slov obsahujících morfémovou skupinu -fil(ie). Tento slovní kořen pochází z řeckého slova φιλια (filia), které znamená lásku, přátelství, náklonnost. Samotný morfém -fil znamená milovník, milující.

## Slova s morfémem„fil“na začátku
Některá ze slov s obdobným významem mají tento kořen na začátku, například
filantrop, filatelie, filumenie, filharmonie, filologie, filosofie, filhelénství, filosemita, filodendron, afilace, afiliace).

## Příklady slov končícíchmorfémovouskupinou-fil(ie)
Většina ze slov uvedených níž v seznamu má některý (nebo současně i více) z těchto významů:
- záliba, náklonnost (v obvykle neerotickém významu například bibliofilie, antikvofilie, neofilie, notafilie, xenoglosofilie, xenofilie, biofilie)
- citová (erotická) náklonnost (typicky např. androfilie, gynekofilie, pedofilie, zoofilie)
- v přeneseném významu sexuální praktika, způsob dosahování orgasmu, touha po sexuálním styku ve vztahu k osobě, objektu nebo situaci vyjádřené první části slova.
- sklon, náklonnost, náchylnost, příchylnost v mimopsychologickém významu
  - v biologii a ekologii (hydrofilie, hygrofilie, xerofilie, heliofilie, acidofilie, myrmekofilie, symfilie)
  - v medicíně (hemofilie, spazmofilie, trombofilie)

Významy a významová zabarvení některých ze slov přecházejí od neerotického nebo úplně nepsychologického významu přes erotický až ke genitálně-orgasmickému – je-li v článku zdůrazněn jeden z nich, neznamená to nutně, že v ostatních se slovo nepoužívá.
Opakem slov končících -filie (v kterémkoliv z typů významů) je často obdobné slovo končící -fobie (vyjadřující strach), jiným opakem může být například slovo začínající mis(o)-, vyjadřující nenávist (misantropie, misogynie). V seznamu jsou uvedeny především ustálenější nebo častěji používané výrazy. V psychologii, psychiatrii, sexuologii ale i v mnoha dalších oborech se podle potřeby běžně používají další slova utvořená příležitostně podobným způsobem, často nahrazením morfémové skupiny fobie skupinou filie.

### A
- ablutofilie – sexuální vzrušení vyvolané představou koupele nebo sprchy (viz též ablutomanie)
- acidofilie[1] – vlastnost organismu dobře snášejícího nebo vyžadujícího kyselou reakci substrátu (acidofilní mléko)
- adultofilie - sexuální zaměřený na dospělé (teleiofilie)
- afrofilie – stavba a vytírání se do pěnových hnízd
- akrotomofilie[2] – sexuální zaměření na jedince s amputovanými končetinami či na protézy.
- amaurofilie – sexuální upřednostňování slepého či slabozrakého partnera.
- androfilie[3] – sexuální zaměření na dospělého muže (homosexuální i heterosexuální)
- antikvofilie – zájem o starožitné, antikvární předměty
- asfyxiofilie, asfyxifilie[2] – sexuální vzrušení ze sebeškrcení při onanii
- autagonistofilie – vytváření náhodných situací při kterých je možno vystavit svou nahotu. Druh exhibicionismu.
- autoassassinofilie, autoassassinatofilie[2] – sklon k sexuálně motivovanému sebevražednému jednání
- autoasfyxifilie[2] – viz asfyxifilie
- autofilie[3] – (chorobné) milování sebe samého (viz narcismus)
- autogynefilie[2] (autogynekofilie)– viz gynekofilie
- autonekrofilie – sexuálně touha považovat se za mrtvolu a být jako mrtvola milován
- autopedofilie – sexuální potřeba jedince, aby s ním bylo nakládáno jako s malým dítětem.
- azoofilie[3] – sexuální zaměření vůči mrtvolám. Též nekrofilie.

### B
- belonefilie – sexuální vzrušení z ostrých, špičatých předmětů např. jehel a špendlíků. Viz též piercing
- bestiofilie[1][3] – erotické zaměření na zvířata, zoofilie, jeden z významů sodomie
- bibliofilie[1][3] – láska ke knihám
- biofilie[1][3] – pud sebezáchovy
- brotofilie – patologické preferování pohlavního styku před výběrem partnera podle věku a přiměřeného biologického stavu

### D
- démonofilie – sexuální vzrušivost vůči k bohům, duchům a démonům
- dendrofilie[3] – sexuální orientace na stromy. Též xerxésismus
- didaskalofilie – dětská sexuální náklonnost k učiteli a naopak

### E
- efebofilie[1][2][3] – sexuální zaměření na dospívající chlapce (platí i pro dospělé ženy), viz též pederastie
- egrotofilie – sexuální zaměření na nemocné lidi
- elektrofilie – 1. vlastnost částice (kationu nebo neutrální molekuly) akceptující elektrony[1] 2. sexuální vzrušování elektrostimulací
- ergofilie – 1. pohlavní vzrušení vyvolávané pohledem na obratné a silácké pohyby[3], sexuální vzrušení ze sledování určité pracovní činnosti nebo dovednosti jiného jedince
- exkrementofilie[2] – sexuální vzrušení vyvolané pomazáváním se svými či cizími výkaly

### F
- fobofilie[3] – libování si ve strašidelných zážitcích, v prožívání strachu
- formikofilie[2] – preference sexuálních praktik s pomocí malých zvířat (hmyz, žáby, šneci apod.)

### G
- gerontofilie[1][2][3] – sexuální preferování na jedince z jednoznačně zjevnými známkami stárnutí
- graeofilie[3] – sexuální zaměření na staré ženy. Forma gerontofilie
- gynekofilie[3] (gynofilie, chybně se používá též gynefilie) – sexuální zaměření na pohlavně zralé ženy
- gatofilie – náklonnost či reaktivita s erotickým rozměrem vůči kočkovitým šelmám

### H
- hebefilie[2][3] – sexuální preferování dospívajících dívek (viz též korofilie)
- hefefilie – sexuální vzrušivost při pohledu na určitou látku nebo dotýkání se jí (např. samet, tesil, hedvábí apod.) )
- helikofilie – neschopnost vykonat soulož s jiným než stejně starým partnerem (vrstevníkem)
- heliofilie[1] – obliba slunného prostředí (bot.)
- hemofilie[1] – dědičná chorobná krvácivost
- hirsutofilie – sexuální zaměření na extrémně chlupaté jedince
- homilofilie – sexuální touha po souložení v kostele při mši
- homofilie – 1. láska k lidem[3] 2. jinak řečeno homosexualita[3]
- hybristofilie – sexuální touha po vězních, vrazích a vůbec jedincích kteří se dopustili něčeho nezákonného
- hydrofilie[1] – (zejména chemie a botanika) mající příchylnost k vodě, schopný nasávat vodu nebo se v ní rozpouštět, opylování prostřednictvím vody (vodosnubnost)
- hygrofilie[1] – vlhkomilnost (látek nebo organismů)
- hipofilie – náklonnost či reaktivita s erotickým rozměrem vůči koním

### Ch
- chremastistofilie – postiženého sexuálně vzrušuje, když je oloupen nebo okraden
- chronofilie – označení pro erotické náklonnosti specifikované věkem osob, na něž jsou zaměřeny. Pod tento pojem spadá pedofilie, infantofilie, hebefilie, efebofilie, gerontofilie, (neparafilní) teleiofilie.

### I
- infantofilie – sexuální náklonnost vůči velmi malým dětem (cca 1–5 let). Někdy je považována za podskupinu pedofilie.

### K
- kakorafifilie – sexuální vzrušení nad vlastním neúspěchem
- keraunofilie – sexuální vzrušení z bouřky
- klaustrofilie 1. touha po stísněných prostorech[1] 2. (chorobná) touha uzamykat se[3]
- kleptofilie[2] – vzrušivost krádežemi cizích věcí nebo věcí potenciálního partnera
- klyzmafilie (klysmafilie[2])– anální či vaginální dráždění klystýrem
- knissofilie – sexuální vzrušení navozované silnou vůní
- koprofilie – 1. záliba v manipulaci s výkaly[1][2][3], viz též kopromanie 2. vlastnost organismů žijících na výkalech (bakterie, houby)[1]
- korofilie[1][3] – sexuální náklonnost (především lesbických žen) k dospívajícím dívkám (viz též hebefilie)
- kynofilie – náklonnost či reaktivita s erotickým rozměrem vůči psovitým šelmám

### M
- maiestofilie – sexuální vzrušení při pohledu na těhotnou ženu
- monumentofilie[3] – sexuální orientace zaměřená na hroby, symboly státní moci atp. (viz též statuofilie)
- myrmekofilie[1] – soužití některých živočichů (zejména hmyzu nebo jiných členovců) s mravenci v mraveništích (zoolog.)
- mysofilie[3] (myzofilie[2]) – fetišistická, někdy i masochistická záliba v prostředcích menstruační hygieny, špíně, páchnoucích odpadcích apod.

### N
- naratofilie[2][3] – sexuální vzrušení je dosahováno vulgární komunikací s partnerem či poslechem vulgárností
- nekrofilie 1. láska k mrtvolám, sexuální vzrušivost v přítomnosti mrtvého těla nebo pohlavní styk s ním.[1][2][3] 2. u Fromma protiklad činorodého přístupu k životu[3]
- neofilie – (chorobná) láska ke všemu novému
- nepiofilie – sexuální zaměření na kojence. Někdy řazena jako podskupina pedofilie.
- neoterofilie – sexuální zaměření na mladší jedince stejného nebo i opačného pohlaví
- notafilie[1] – sbírání papírových platidel, nauka o nich. Obdoba numismatiky.
- nozofilie – erotická náklonnost vůči smrtelně nevyléčitelnému člověku, fascinace těžkými chorobami

### O
- ofidiofilie– sexuální ukájení pomocí plazů resp. hadů
- osfreziofilie – sexuální vzrušení z určité vůně

### P
- parafilie[2][3] – nestandardní erotické zaměření nebo sexuální preference (obdoba staršího termínu deviace (sociologie)) (nezaměňovat s botanickým termínem parafylie)
- partenofilie[3] 1. sexuální preferování dívek – panen. 2. zaměření lesbických žen na adolescentní dívky[3]
- passiofilie – lehčí forma sado–masochismu prožívána spíše citově
- pedofilie[1][2][3] – erotické zaměření na děti před pubertou a v rané pubertě
- pedonekrofilie – sexuální náklonnost k dětským mrtvolám
- pornofilie – oblibování pornografie, láska k pornografii
- presbyfilie[3] , presbyterofilie – 1. sexuální úchylky vznikající v souvislosti s geriatrickými poruchami (stárnutím)[3] 2. sexuální náklonnost k lidem staršího věku
- pyrofilie[2] – erotická náklonnost k ohni, sexuální vzrušení vyvolané ohněm. Viz pyromanie.

### S

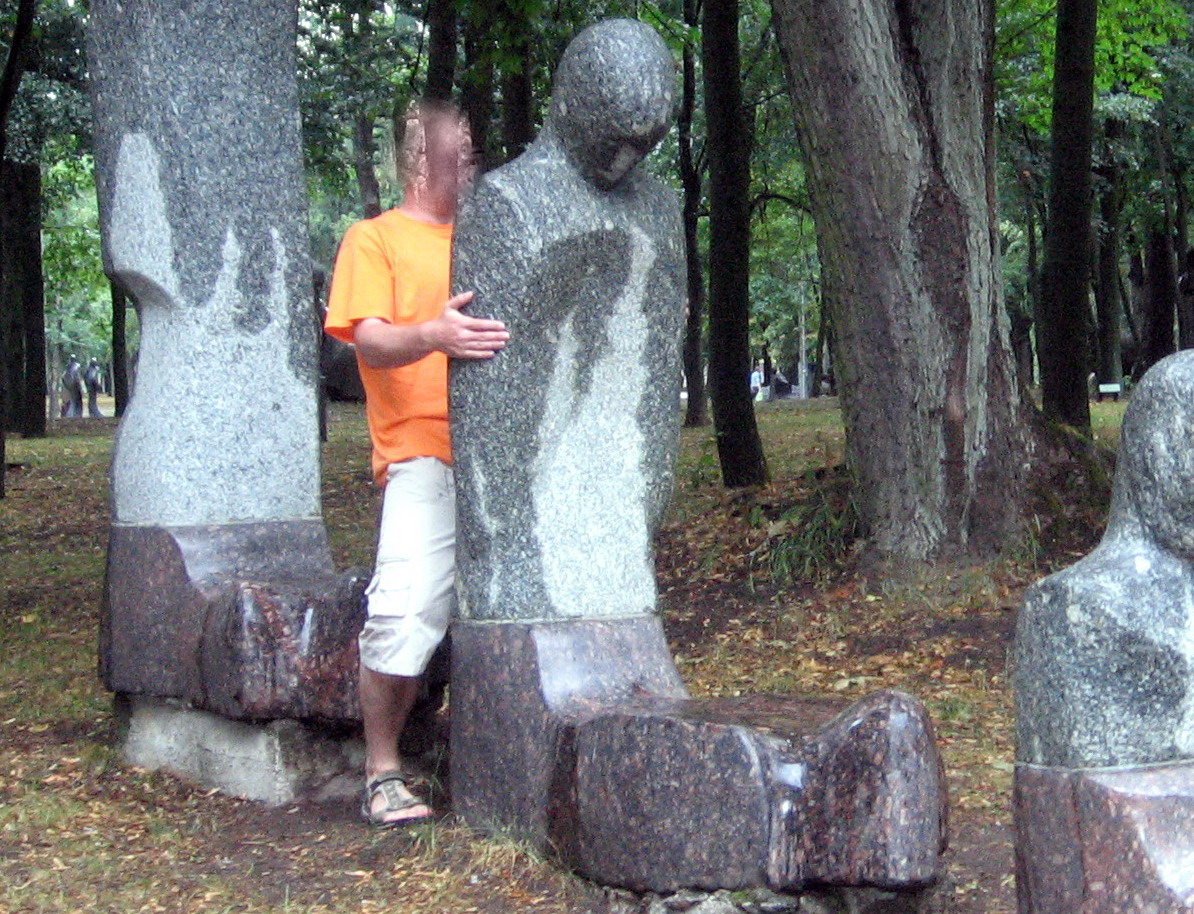
Statuofilie, ilustrační foto

- siderodromofilie – citová náklonnost k železnici (údajně používal již Sigmund Freud)
- skatofilie[3] 1. výskyt na výkalech (biol.)[1] 2. sklon k sexuální aktivitám ve špinavém a pokáleném prostředí[2], záliba čichat k páchnoucím věcem[3] – viz též koprofilie, mysofilie
- telefonní skatofilie – vzrušování se při anonymních telefonátech s oplzlým obsahem. Viz telefonní skatologie[3].
- skoptofilie[1][3] – vzrušení ze „šmírování“ jiných osob v intimních situacích. Též voyerství.
- skotofilie[3] – libování si v temném prostředí nebo v noci
- somnofilie[2] – vzrušivost spící osobou (partnerem)
- spazmofilie[1][3] – sklon ke křečím, časté křeče, hysterie, u dětí psotník
- spektrofilie – chorobné představy sexuálního styku s duchy nebo démony
- statuofilie[2][3] – sexuální zaměření na sochy, pygmalionizmus. Viz též monumentofilie.
- stigmatofilie – sexuální fascinace z čerstvé krve např. při nehodách
- symfilie[1] – druh symbiózy, kdy jeden druh je hostitelem (poskytuje úkryt, ochranu a potravu) a dostává od hostujícího organismu sladké nebo narkotické sekrety
- symforofilie[2] – sexuální vzrušení ze sledování katastrof, automobilových nehod atp.

### T
- teleiofilie – erotická náklonnost k dospělým, protiklad pedofilie
- trombofilie – vrozené zvýšení srážlivosti krve

### U
- urofilie[2][3] – sexuální vzrušení z moči (zpravidla cizí, např. opačného pohlaví), ondinizmus, undinizmus, urolagnie, urinolagnie.

### X
- xenoglosofilie[3] – obliba v používání cizích a nezvyklých výrazů, malapropiszmus
- xenofilie[1][3] – (neurotická, přehnaná) obliba všeho cizího, zahraničního apod.
- xerofilie[1] – suchomilnost (rostlin)

### Z
- zoofilie – 1. láska ke zvířatům[1][3] (viz též zoomanie) 2. náklonnost či reaktivita s erotickým rozměrem převážně nebo výlučně vůči zvířatům[1][2][3]
- zoonekrofilie – sexuální zaměření vůči mrtvým zvířatům

## Vzdáleněji příbuzná a podobná slova
Kořen etymologicky souvisí také s latinskými slovy filius (syn) a filia (dcera), může vyjadřovat příbuznost, vzájemnou odvozenost, „dceřinost“ (filiace, filiální, filiálka). Vzdáleněji mohou s tímto kořenem souviset slova odvozená od latinského slova filo (niť, vlákno), například profil, filé, defilé, filigrán, filatorium.